# Comuna Orihivka, Lutuhîne
Orihivka (în ucraineană Оріхівка) este o comună în raionul Lutuhîne, regiunea Luhansk, Ucraina, formată din satele Kruhlîk, Novobulahivka, Orihivka (reședința) și Șovkova Protoka.

## Demografie
Componența lingvistică a comunei Orihivka
     Rusă (83,05%)
     Ucraineană (15,82%)
     Alte limbi (0,15%)
Conform recensământului din 2001, majoritatea populației comunei Orihivka era vorbitoare de rusă (83,05%), existând în minoritate și vorbitori de ucraineană (15,82%).